# Meursanges
Meursanges – miejscowość i gmina we Francji, w regionie Burgundia-Franche-Comté, w departamencie Côte-d’Or.
Według danych na rok 1990 gminę zamieszkiwały 312 osoby, a gęstość zaludnienia wynosiła 22 osoby/km² (wśród 2044 gmin Burgundii Meursanges plasuje się na 604. miejscu pod względem liczby ludności, natomiast pod względem powierzchni na miejscu 688.).